# Largo Winch (komiks)

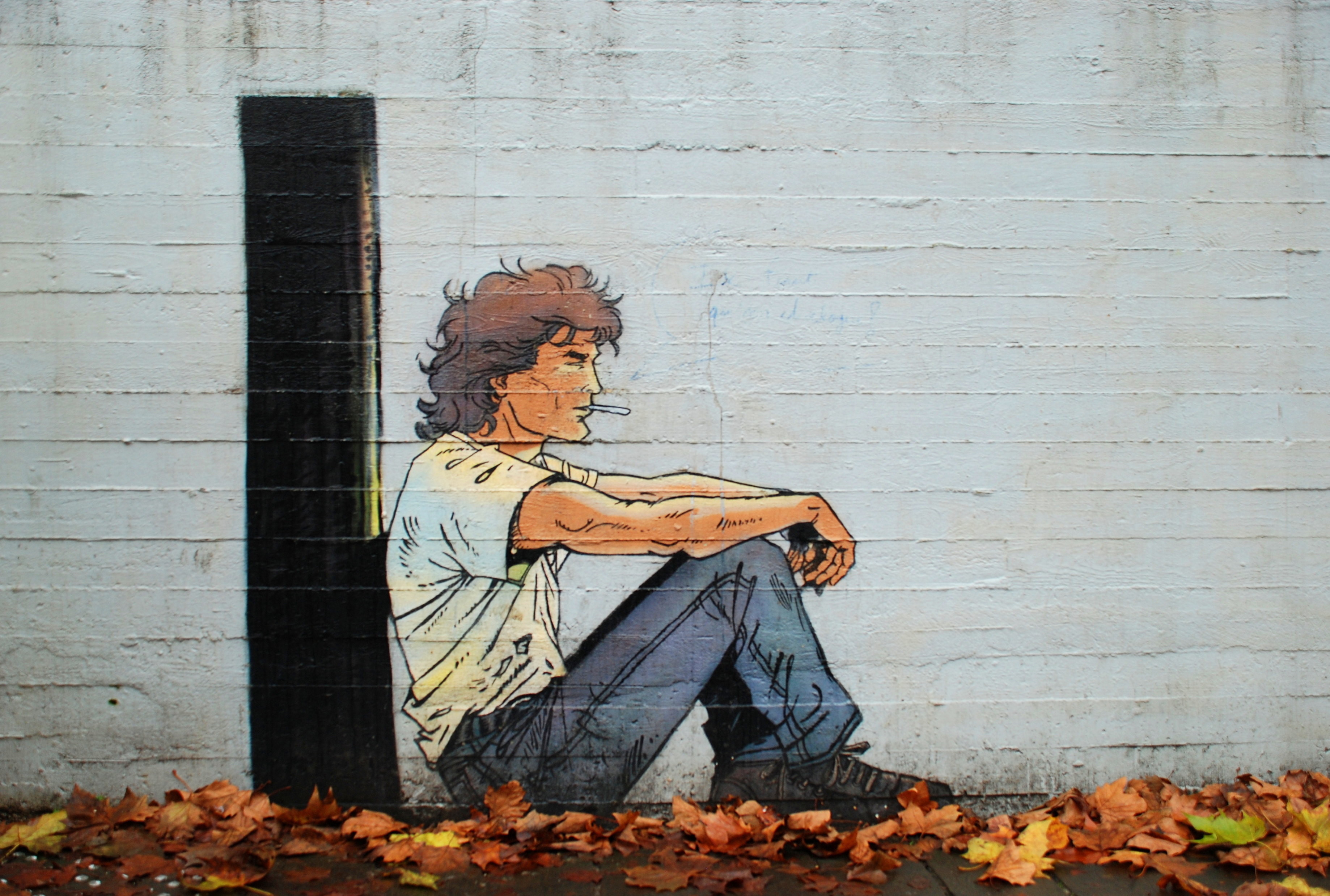
Mural przedstawiający Largo Wincha.

Largo Winch – belgijska seria komiksowa stworzona przez scenarzystę Jeana Van Hamme’a i rysownika Philippe’a Francqa, ukazująca się w oryginale po francusku od 1990 nakładem belgijskiego wydawnictwa Dupuis. Seria jest swobodną adaptacją sześciu powieści Van Hamme’a pod tym samym tytułem. Po rezygnacji Van Hamme'a z pracy nad serią po 21. tomie, scenarzystą serii zostali Éric Giacometti (tomy 21–24) i Jérémie Guez (od tomu 25.). 

## Polskie wydania
Po polsku serię początkowo publikowało wydawnictwo Motopol – Twój Komiks: w latach 2001–2003 ukazały się tomy 1–4. W 2009 roku serię wznowiło wydawnictwo Egmont Polska, publikując albumy 1–8 w dwóch tomach zbiorczych zawierających po cztery epizody, po czym zawiesiło edycję cyklu. W 2016 roku Wydawnictwo Kurc przejęło publikację Largo Wincha od tomów 9. i 10., zebranych w jednym albumie.

## Fabuła
Główny bohater komiksu to Largo Winch, przybrany syn miliardera Nerio Wincha, założyciela koncernu W, zamordowanego w tajemniczych okolicznościach przez jednego ze współpracowników. Largo ma dwadzieścia pięć lat i dziedziczy po nim cały majątek. Jednak, jak zwykle w takich sytuacjach, znajduje się wielu pretendentów do spadku. Wśród nich jest również zabójca, który za wszelką cenę pragnie zdobyć władzę i pieniądze Neria. Na szczęście miliardy ojca pomagają Largo działać szybko i skutecznie, dzięki czemu (nie bez przeszkód) staje w końcu na czele finansowego imperium ojca.

## Prequel
W latach 2021–2023 wydawnictwo Dupuis opublikowało trzytomowy prequel Largo Wincha pt. La Fortune des Winczlav (pol. Fortuna Winczlavów), opowiadający o przodkach Nerio Wincha i ich drodze do fortuny. Autorem scenariusza jest Van Hamme, a rysunków Philippe Berthet. Cykl ukazał się po polsku nakładem wydawnictwa Kurc.

## Tomy
| Tom                      | Tytuł i rok I wydania polskiego  | Tytuł i rok I wydania oryginalnego        | Uwagi                                                             |
| seria Largo Winch        | seria Largo Winch                | seria Largo Winch                         | seria Largo Winch                                                 |
| ------------------------ | -------------------------------- | ----------------------------------------- | ----------------------------------------------------------------- |
| 1                        | Spadkobierca (2001)              | L’Héritier (1990)                         | W II polskim wydaniu tomy ukazały się w jednym albumie zbiorczym. |
| 2                        | Koncern W (2002)                 | Le Groupe W (1991)                        | W II polskim wydaniu tomy ukazały się w jednym albumie zbiorczym. |
| 3                        | P.O.K. (2003)                    | O.P.A. (1992)                             | W II polskim wydaniu tomy ukazały się w jednym albumie zbiorczym. |
| 4                        | Business Blues (2003)            | Business Blues (1993)                     | W II polskim wydaniu tomy ukazały się w jednym albumie zbiorczym. |
| 5                        | H (2009)                         | H (1994)                                  | Po polsku tomy ukazały się w jednym albumie zbiorczym.            |
| 6                        | Holenderski łącznik (2009)       | Dutch Connection (1995)                   | Po polsku tomy ukazały się w jednym albumie zbiorczym.            |
| 7                        | Twierdza Makiling (2009)         | La Fortresse de Makiling (1996)           | Po polsku tomy ukazały się w jednym albumie zbiorczym.            |
| 8                        | Godzina tygrysa (2009)           | L’Heure du tigre (1997)                   | Po polsku tomy ukazały się w jednym albumie zbiorczym.            |
| 9                        | Zobaczyć Wenecję... (2016)       | Voir Venise... (1998)                     | Po polsku tomy ukazały się w jednym albumie zbiorczym.            |
| 10                       | ...I umrzeć (2016)               | ...Et Mourir (1999)                       | Po polsku tomy ukazały się w jednym albumie zbiorczym.            |
| 11                       | Golden Gate (2016)               | Golden Gate (2000)                        | Po polsku tomy ukazały się w jednym albumie zbiorczym.            |
| 12                       | Shadow (2016)                    | Shadow (2002)                             | Po polsku tomy ukazały się w jednym albumie zbiorczym.            |
| 13                       | Cena pieniądza (2017)            | Le Prix de l’argent (2004)                | Po polsku tomy ukazały się w jednym albumie zbiorczym.            |
| 14                       | Prawo dolara (2017)              | La loi du dollar (2005)                   | Po polsku tomy ukazały się w jednym albumie zbiorczym.            |
| 15                       | Troje oczu strażników Tao (2018) | Les Trois Yeux des Gardiens du Tao (2007) | Po polsku tomy ukazały się w jednym albumie zbiorczym.            |
| 16                       | Droga i cnota (2018)             | La Voie et le vertu (2008)                | Po polsku tomy ukazały się w jednym albumie zbiorczym.            |
| 17                       | Morze Czarne (2019)              | Mer Noire (2010)                          | Po polsku tomy ukazały się w jednym albumie zbiorczym.            |
| 18                       | Czerwony gniew (2019)            | Colère rouge (2011)                       | Po polsku tomy ukazały się w jednym albumie zbiorczym.            |
| 19                       | Ogień krzyżowy (2020)            | Chassé-croisé (2014)                      | Po polsku tomy ukazały się w jednym albumie zbiorczym.            |
| 20                       | 20 sekund (2020)                 | 20 Secondes (2015)                        | Po polsku tomy ukazały się w jednym albumie zbiorczym.            |
| 21                       | Gwiazda poranna (2021)           | L'Étoile du matin (2017)                  | Po polsku tomy ukazały się w jednym albumie zbiorczym.            |
| 22                       | Szkarłatne żagle (2021)          | Les voiles écarlates (2019)               | Po polsku tomy ukazały się w jednym albumie zbiorczym.            |
| 23                       | Granica nocy (2024)              | La Frontière de la nuit (2021)            | Po polsku tomy ukazały się w jednym albumie zbiorczym.            |
| 24                       | Złoty centyl (2024)              | Le centile d'or (2023)                    | Po polsku tomy ukazały się w jednym albumie zbiorczym.            |
| 25                       |                                  | Si les dieux t'abandonnent (2025)         |                                                                   |
| seria Fortuna Winczlavów |                                  |                                           |                                                                   |
| 1                        | Vanko, 1848 (2021)               | Vanko 1848 (2021)                         |                                                                   |
| 2                        | Tom i Lisa, 1910 (2022)          | Tom et Lisa 1910 (2022)                   |                                                                   |
| 3                        | Danica, 1965 (2024)              | Danitza 1965 (2023)                       |                                                                   |

## Adaptacje
Na podstawie komiksu powstał kanadyjsko-francuski serial telewizyjny Largo oraz dwa filmy kinowe.